# Tébar (Águilas)
Tébar es una pedanía del municipio español de Águilas en la Región de Murcia, España. Se tiene constancia de vestigios humanos en este lugar desde la prehistoria. En 2019 contaba con 115 habitantes, aunque en época estival son más los vecinos que se instalan en su segunda residencia. Cabe destacar la presencia del recinto amurallado de Tébar, data del siglo  X y del Castillo de Tébar.

## Gastronomía
La pedanía cuenta con 2 restaurantes Venta de Tébar y Venta San Felipe, ambos bien comunicados mediante la salida 25 de la carretera RM-11.

## Ocio
La pedanía cuenta con sus propias fiestas, en honor a San Antón Abad, estas se celebran en el mes de enero en el Salón Social.